# Rakouská hokejová reprezentace do 20 let
Rakouská hokejová reprezentace do 20 let je výběrem nejlepších rakouských hráčů ledního hokeje v této věkové kategorii. Mužstvo bude v roce 2022 účastníkem elitní skupiny juniorského mistrovství světa.
V prvních třech případech, kdy Rakušané hráli elitní skupinu MSJ, pokaždé sestoupili. Při účasti v roce 2021 se opět umístili poslední, tento ročník však byl nesestupový. Dvacet utkání z celkových 21 celek prohrál, bod si připsal pouze v roce 2004 za remízu 2:2 s Ukrajinou.

## Účast v elitní skupiněmistrovství světa
| MS       | Místo konání                                                                           | Umístění           |
| -------- | -------------------------------------------------------------------------------------- | ------------------ |
| MSJ 1981 | Západní Německo (Füssen, Kaufbeuren, Augsburg, Landsberg am Lech, Kempten, Oberstdorf) | 8. místo (sestup)  |
| MSJ 2004 | Finsko (Helsinky, Hämeenlinna )                                                        | 9. místo (sestup)  |
| MSJ 2010 | Kanada (Saskatoon, Regina)                                                             | 10. místo (sestup) |
| MSJ 2021 | Kanada Edmonton                                                                        | 10. místo          |
| MSJ 2022 | Kanada (Edmonton, Red Deer)                                                            | 10. místo          |
| MSJ 2023 | Kanada (Halifax, Moncton)                                                              | 10. místo (sestup) |

## Individuální rekordy na MSJ
(pouze elitní skupina)
Vzhledem k tomu, že žádný Rakušan se nezúčastnil více než jednoho šampionátu, jsou totožné rekordy celkové i za jedno mistrovství.
Utkání: 6, celkem 35 hráčů
Góly: 5, Konstantin Komarek (2010)
Asistence: 6, Stefan Ulmer (2010)
Body: 7, Dominique Heinrich (2010)
Trestné minuty: 43, Marco Zorec (2010)
Vychytaná čistá konta:  0
Vychytaná vítězství: 0

## Souhrn výsledků v nižších divizích
B skupina (od roku 2001 I. divize) je druhou kategorií MS, třetí kategorií je C skupina (od roku 2000 II. divize).
| - 1979 – 5. místo v B skupině - 1980 – 1. místo v B skupině (postup) - 1982 – 2. místo v B skupině - 1983 – 4. místo v B skupině - 1984 – 2. místo v B skupině - 1985 – 4. místo v B skupině - 1986 – 2. místo v B skupině - 1987 – 4. místo v B skupině - 1988 – 8. místo v B skupině (sestup) - 1989 – 1. místo v C skupině (postup) - 1990 – 6. místo v B skupině - 1991 – 7. místo v B skupině - 1992 – 7. místo v B skupině - 1993 – 4. místo v B skupině - 1994 – 6. místo v B skupině - 1995 – 6. místo v B skupině - 1996 – 8. místo v B skupině (sestup) - 1997 – 5. místo v C skupině - 1998 – 4. místo v C skupině - 1999 – 4. místo v C skupině | - 2000 – 1. místo v C skupině (postup) - 2001 – 5. místo v I. divizi - 2002 – 2. místo v I. divizi - 2003 – 1. místo v jedné ze dvou skupin I. divize (postup) - 2005 – 3. místo v jedné ze dvou skupin I. divize - 2006 – 5. místo v jedné ze dvou skupin I. divize - 2007 – 2. místo v jedné ze dvou skupin I. divize - 2008 – 2. místo v jedné ze dvou skupin I. divize - 2009 – 1. místo v jedné ze dvou skupin I. divize (postup) - 2011 – 3. místo v jedné ze dvou skupin I. divize - 2012 – 5. místo v A skupině I. divize - 2013 – 5. místo v A skupině I. divize - 2014 – 4. místo v A skupině I. divize - 2015 – 5. místo v A skupině I. divize - 2016 – 2. místo v A skupině I. divize - 2017 – 5. místo v A skupině I. divize - 2018 – 5. místo v A skupině I. divize - 2019 – 5. místo v A skupině I. divize - 2020 – 1. místo v A skupině I. divize (postup) |